# Questione careliana

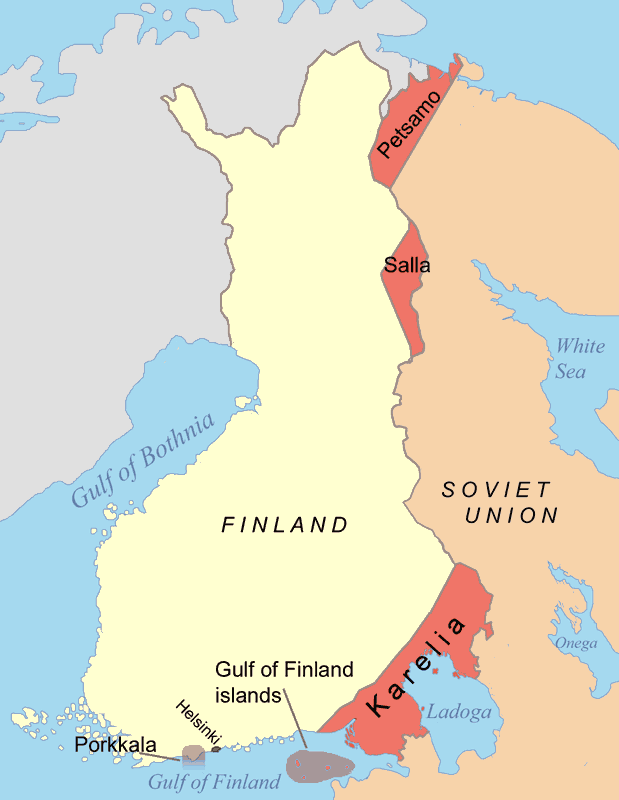
Mappa del XX secolo che mostra le aree cedute dalla Finlandia all'Unione Sovietica; Porkkala è stato restituita alla Finlandia nel 1956.

La questione careliana o questione della Carelia (in finlandese Karjala-kysymys) è una disputa nella politica finlandese sul tentativo di riprendere il controllo della Carelia finlandese orientale e di altri territori ceduti all'Unione Sovietica nella Guerra d'Inverno e nella Guerra di continuazione. A dispetto dell'espressione "questione careliana", essa si potrebbe riferire anche al ritorno di Petsamo, le parti cedute di Salla e Kuusamo e di quattro isole del Golfo di Finlandia. A volte viene usata la frase "dibattito sul ritorno dei territori ceduti" (luovutettujen alueiden palautuskeskustelu). La questione della Carelia rimane oggetto di dibattito pubblico piuttosto che una questione politica.

## Storia
La questione della Carelia sorse quando la Finlandia fu costretta a cedere territori all'Unione Sovietica dopo la Guerra d'Inverno nel trattato di pace di Mosca nel 1940. La maggior parte dei cittadini finlandesi fu evacuata dalle aree cedute. La maggior parte di loro tornò durante la guerra di continuazione e alla fine fu nuovamente evacuata nel 1944. L'Unione Sovietica insistette che le aree cedute fossero completamente evacuate in 10 giorni. Gli sfollati furono parzialmente risarciti per le loro perdite; gli agricoltori, ad esempio, ricevettero terreni in proporzione alle loro precedenti aziende. Solitamente, la compensazione era circa un terzo della fattoria originale. Il risarcimento per i beni mobili era molto inferiore. Tuttavia, tutte le famiglie sfollate avevano il diritto di ricevere una piccola fattoria e/o un terreno per una casa indipendente o un appartamento. Il terreno utilizzato per queste sovvenzioni era confiscato dallo Stato ai comuni e ai privati. La compensazione economica era finanziata da un'imposta generale sulla proprietà dal 10 al 30%, riscossa su un periodo di diversi anni. Poiché la stragrande maggioranza degli sfollati, che dovette stabilirsi nel resto della Finlandia, proveniva dalla Carelia ceduta, la questione fu etichettata come questione careliana. Dopo la guerra d'Inverno, i comuni e le parrocchie della Carelia fondarono il Karjalan Liitto (l'Associazione careliana) per difendere i diritti dei careliani in Finlandia.

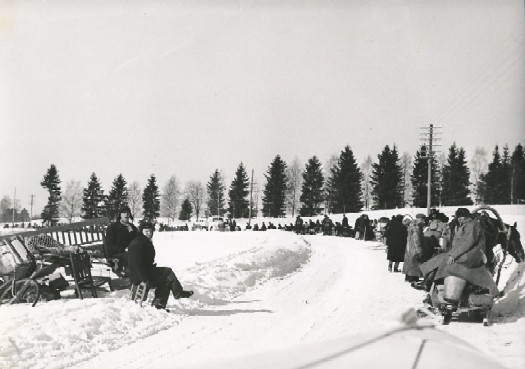
Sfollati da Muolaa che si spostano verso la Finlandia occidentale durante l'inverno 1940.

Durante la Guerra fredda, il politico finlandese di origine careliana Johannes Virolainen fece pressioni per il ritorno della Carelia. Il presidente Urho Kekkonen cercò anche di riacquisire l'area, soprattutto quando l'Unione Sovietica restituì la penisola di Porkkala alla Finlandia nel 1956. Non ci furono, tuttavia, controversie pubbliche significative sul caso, perché Kekkonen voleva tenerlo nascosto. L'ultima volta che Kekkonen provò a sollevare la questione fu nel 1972, ma non ebbe successo e il dibattito pubblico si estinse negli anni '70.
Dopo la dissoluzione dell'Unione Sovietica, la questione careliana riemerse. Secondo un articolo del quotidiano finlandese Helsingin Sanomat dell'agosto 2007, il presidente russo Boris El'cin offrì ufficiosamente di vendere la Carelia ceduta alla Finlandia nel 1991, ma venne rifiutato. Tuttavia, secondo molti leader politici finlandesi e il vice primo ministro russo dell'epoca, non ci furono offerte del genere ma solo indagini non ufficiali sull'idea. Andrej Fëdorov, un consigliere di Boris El'cin rivelò all'Helsingin Sanomat che fece parte di un gruppo che fu incaricato dal governo della Russia nel 1991-1992 di calcolare il prezzo del ritorno della Carelia alla Finlandia. Questo prezzo era fissato a 15 miliardi di dollari USA. Secondo Fyodorov, il presidente finlandese Mauno Koivisto e il ministro degli esteri finlandese Paavo Väyrynen erano a conoscenza di queste discussioni non ufficiali.

## XXI secolo

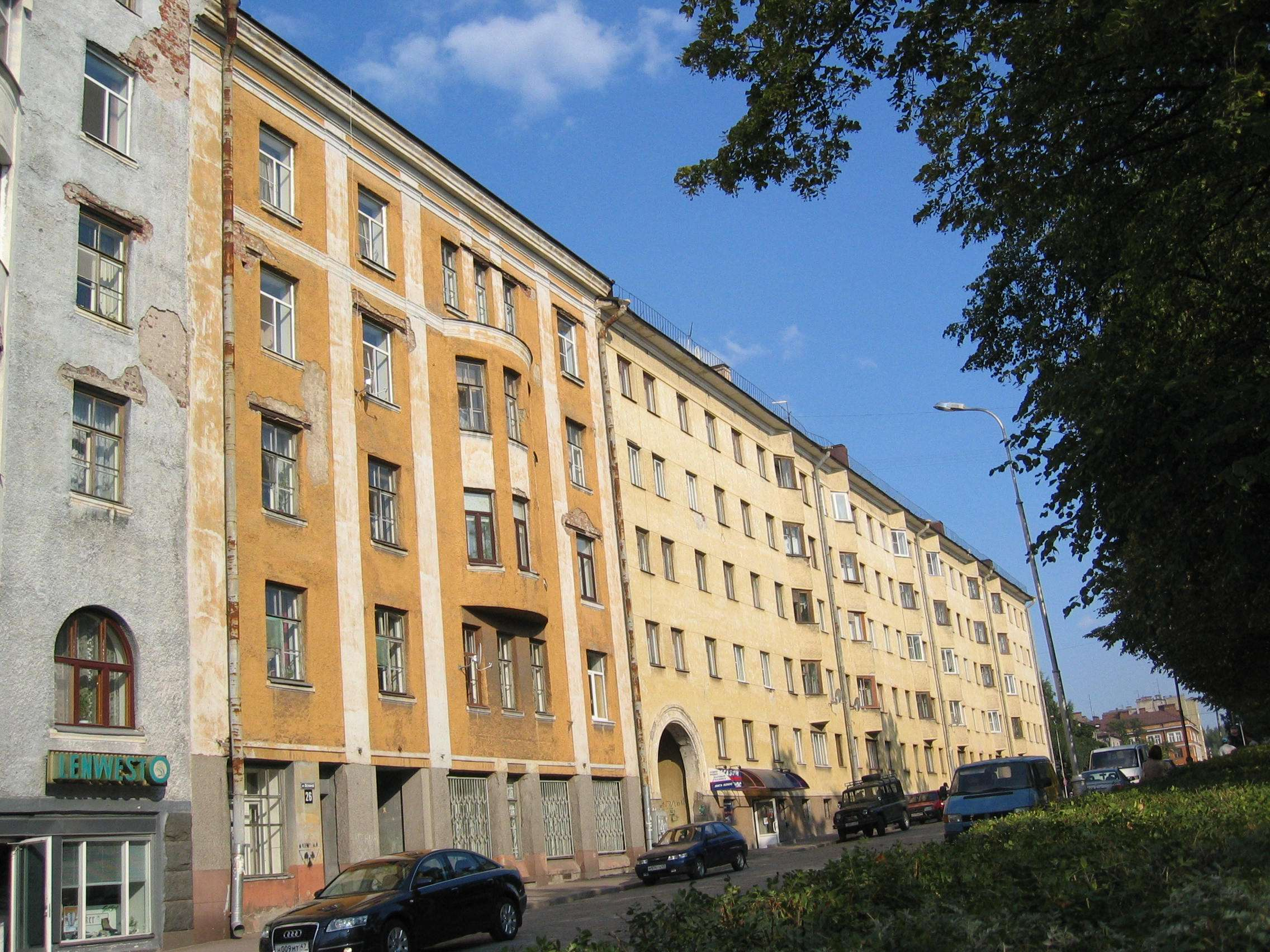
Molti edifici dell'era finlandese rimangono a Vyborg.

Karjalan Liitto è un gruppo di interesse di sfollati careliani che spera che la Carelia diventi a un certo punto di nuovo parte della Finlandia, ma non lo richiede apertamente. Alcuni gruppi più piccoli, come ProKarelia, continuano a fare campagna per un ritorno pacifico della Carelia. Tuttavia, nessun partito politico serio ha apertamente sostenuto questo obiettivo, e i politici finlandesi generalmente affermano che non ce ne sia bisogno, citando il trattato di pace della Finlandia con la Russia. Ci sono alcuni singoli politici che sostengono il ritorno della Carelia, come l'eurodeputato Ari Vatanen, e due candidati alle elezioni presidenziali del 2006: Timo Soini e Arto Lahti. Altri candidati hanno affermato che la Finlandia ha firmato un trattato di pace e non dovrebbe fare campagna per il ritorno di quelli che ora sono territori sviluppati dalla Russia. Durante un dibattito prima delle elezioni presidenziali del 2012, Timo Soini ha ribadito che, se fosse stato eletto, avrebbe portato avanti la questione.

### Pareri ufficiali
Sia la Russia che la Finlandia hanno ripetutamente affermato che non esiste alcuna disputa territoriale aperta tra i due paesi. La posizione ufficiale della Finlandia è che i confini possono essere modificati attraverso negoziati pacifici, sebbene al momento non sia ritenuto necessario tenere negoziati aperti, poiché la Russia non ha mostrato alcuna intenzione di restituire le aree cedute o di discutere la questione. Nel 1994 Boris El'cin commentò che il "sequestro della Carelia finlandese" era un esempio della politica totalitaria e aggressiva di Stalin. Più tardi, nel 1997, dichiarò che la questione era chiusa. Nel 2000 il presidente Putin ha affermato che tali discussioni potrebbero mettere in pericolo le relazioni tra Finlandia e Russia, e nel 2001 ha affermato che "cambiare i confini non è il modo migliore per risolvere i problemi", ma che le possibili soluzioni sarebbero "integrazione e cooperazione".
Nel 1998 il presidente finlandese Martti Ahtisaari disse che "la posizione ufficiale della Finlandia è che non ha rivendicazioni territoriali nei confronti della Russia. Tuttavia, se la Russia vuole discutere la restituzione delle aree cedute, la Finlandia è pronta per questo." Diversi altri politici che ricoprono cariche governative, come l'ex ministro degli Esteri Erkki Tuomioja e il primo ministro Matti Vanhanen, hanno rilasciato dichiarazioni sulla stessa linea.
Commentando i risultati di un sondaggio il 18 gennaio 2005, il ministro degli Esteri russo Sergei Lavrov ha affermato che se si chiedesse alla Russia di restituire le aree cedute, "la risposta sarebbe assolutamente negativa".

### Sondaggi e opinione popolare
Gli ultimi sondaggi mostrano che circa il 26% al 38% dei finlandesi vorrebbe vedere la Carelia tornare sotto il controllo finlandese e circa il 51% al 62% si opporrebbe a tale mossa. In Russia, le persone associano la parola "Carelia" alla Repubblica di Carelia invece che alla Carelia finlandese, il che rende più difficile condurre i sondaggi. In un sondaggio del 1999 di MTV3, il 34% della popolazione di Vyborg ha sostenuto il ritorno della Carelia in Finlandia e il 57% si è opposto. Vyborg e il resto della Carelia ceduta al di fuori della Repubblica di Carelia contengono oggigiorno pochissimi finlandesi etnici ed è abitata quasi esclusivamente da persone che vi si trasferirono durante l'era sovietica e dai loro discendenti.
Nell'agosto 2005, un sondaggio di Helsingin Sanomat e Suomen Gallup, ha stabilito che il 30% dei finlandesi era favorevole e il 62% si era opposto al ritorno della regione. In un sondaggio di Taloustutkimus e Karjalan Liitto condotto nel maggio 2005, il sostegno è stato del 26% mentre il 58% si è opposto. Un anno prima, un sondaggio di STT mostrava il 38% di sostegno e il 57% di opposizione. Un sondaggio di Taloustutkimus è stato criticato da ProKarelia per aver posto domande importanti, come: "Sostieni il ritorno della Carelia, anche se ciò significherebbe relazioni più tese o addirittura una guerra con la Russia?" Il 5% dei sostenitori e di coloro che hanno rifiutato di rispondere ha sostenuto il ritorno anche in queste circostanze (2,1% di tutte le risposte).
Molte delle persone che sono nate in Carelia e sono state evacuate vogliono che la Carelia diventi parte della Finlandia. Secondo i sondaggi, gli anziani (dai 65 anni in su) e i giovani (dai 15 ai 25 anni) sostengono l'idea più fortemente della generazione dei loro genitori (25-65) cresciuti durante la Guerra fredda. L'ex presidente Mauno Koivisto era contrario a una discussione sulla questione. Il sostegno per la riconquista delle aree cedute è forte anche tra i gruppi nazionalisti minori di destra.

## Argomenti e problematiche

### Costi

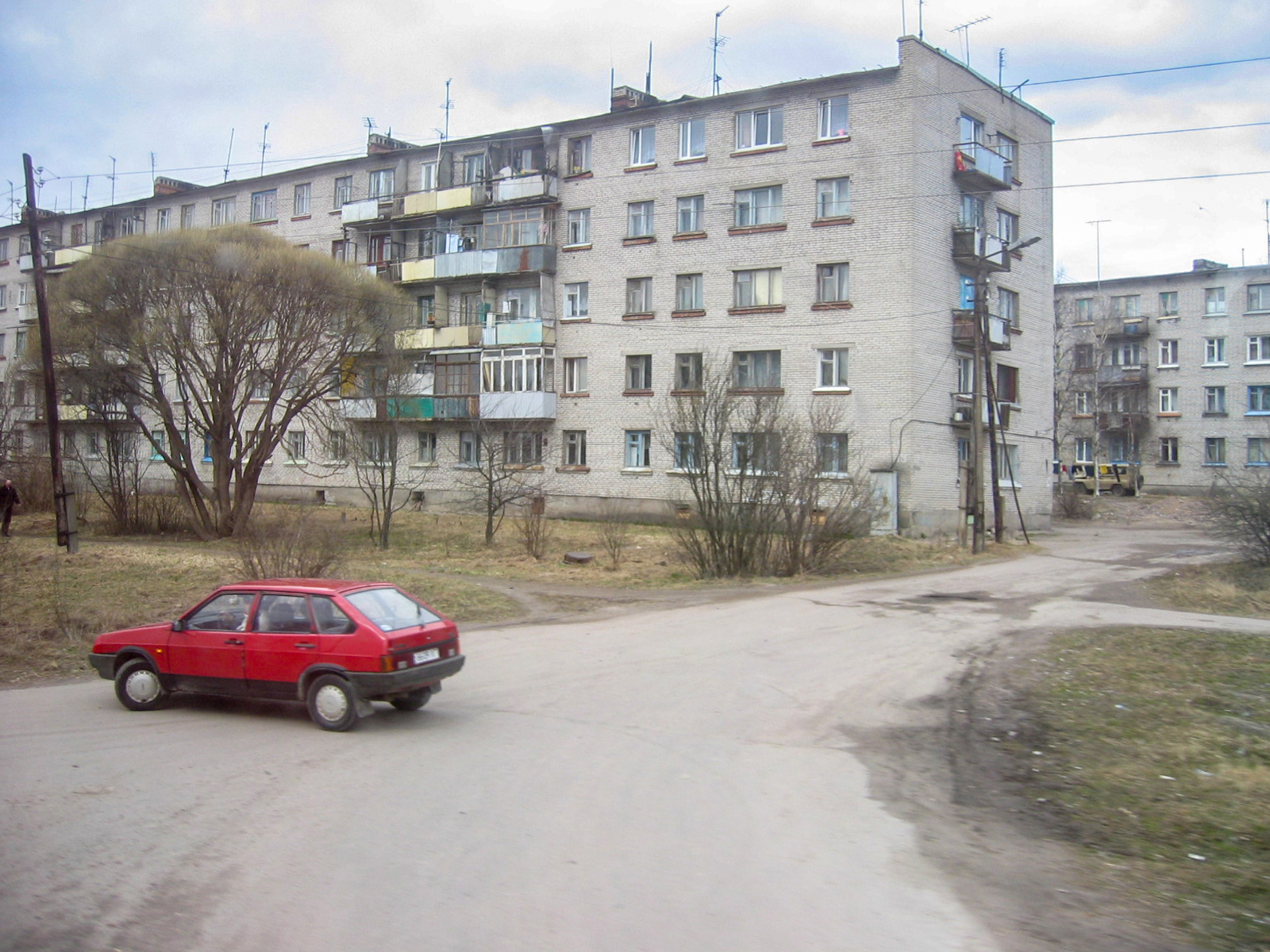
Blocchi di appartamenti costruiti in epoca sovietica a Svetogorsk (Enso)

Uno dei motivi principali per opporsi all'acquisizione è il timore dei costi che porterebbe. Il tenore di vita sul lato russo del confine è molto più basso che sul lato finlandese. Il PIL (PPA) pro capite in Finlandia è circa il doppio di quello della Russia.
I costi per portare la Carelia allo stesso livello con il resto della Finlandia sono stati studiati solo dai sostenitori dell'idea. Secondo un sondaggio condotto da ProKarelia, l'area presenta vantaggi naturali che, sotto il dominio finlandese, la renderebbero un centro di scambi commerciali con la Russia e l'industria e quindi porterebbero una crescita economica abbastanza veloce da risolvere l'intero problema. Secondo la ricerca procareliana e la stima di Arto Lahti, il prezzo del ritorno sarebbe di circa 30 miliardi di euro.

### Popolazione

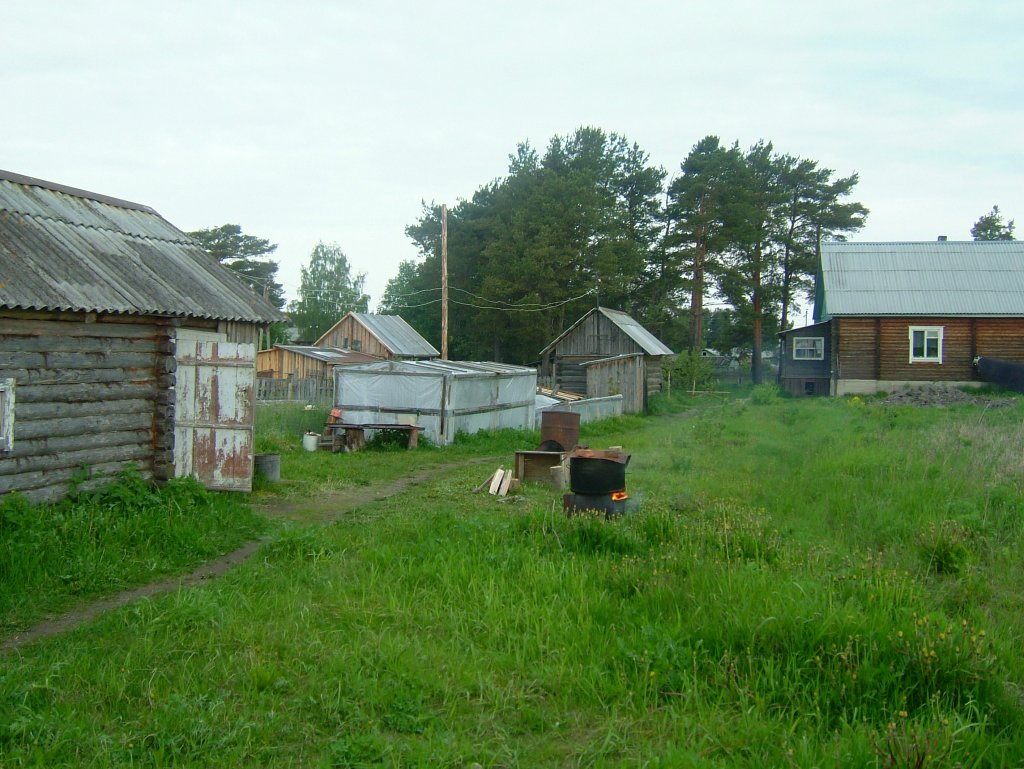
Case di campagna. Una foto di Sortavala.

L'area è abitata principalmente da persone che si sono trasferite lì da Ucraina, Bielorussia e Russia e dai loro discendenti. Il destino di queste persone è una questione importante nelle discussioni sul ritorno della Carelia in Finlandia. Secondo il sondaggio di Helsingin Sanomat, il 14% delle persone contrarie al ritorno considera il suo più grande difetto le tensioni che sarebbero causate dalla formazione di una minoranza di lingua russa in Finlandia. Nel 2004, vi erano circa 370.000 russi che vivevano nella regione.
Se agli abitanti fosse permesso di rimanere nelle loro case, la Finlandia riceverebbe alcune centinaia di migliaia di nuove persone di lingua russa senza esperienza di vita nella società finlandese. Se fossero forniti servizi nella loro lingua, la Finlandia avrebbe bisogno di molti più funzionari in grado di parlare russo. Nella visione di ProKarelia, si stima che quasi la metà della popolazione russa in Carelia sceglierebbe di trasferirsi in Russia, e un numero maggiore se ne andrebbe se la Finlandia pagasse le spese per farlo. Tuttavia, la maggior parte della popolazione di lingua russa della Carelia è nata lì e ha trascorso tutta la propria vita nella regione.

### Organizzazioni a sostegno
Informazioni disponibili anche in inglese:
- Karjalan Liitto
- ProKarelia Archiviato il 26 settembre 2020 in Internet Archive.
- Forum Karelia - Forum di discussione concentrato sulla questione della Carelia

In finlandese:
- Aluepalautus ry.
- Tarton Rauha ry.
- KareliaKlubi Archiviato il 1º dicembre 2020 in Internet Archive.
- Kansalaisvetoomus, una petizione per il ritorno della Carelia